# Chironomus aquisextanus
Espèce
Chironomus aquisextanus est une espèce fossile de diptère nématocère de la famille des Chironomidae, de la sous-famille des Chironominae, de la tribu des Chironomini et du genre Chironomus. 

## Classification
L'espèce Chironomus aquisextanus (exactement Chironomus aquisextannus) est décrite en 1937 par le paléontologue français Nicolas Théobald (1903-1981). 

### Fossiles
Cet holotype A11, de l'ère Cénozoïque, et de l'époque Oligocène (33,9 à 23,03 Ma.) faisait partie de la collection de l'Institut géologique de Lyon et vient du gypse d'Aix-en-Provence. Cet holotype est complété par un autre échantillon A 103 (femelle).

### Étymologie
L'épithète spécifique Aquisextanus fait référence à la racine latine de la commune d'Aix-en-Provence.

## Description

### Caractères
La diagnose de Nicolas Théobald en 1937, : 

« Insecte au corps noirâtre, ailes claires ne dépassant pas l'extrémité de l'abdomen. Tête petite, inclinée sous le thorax, œil à facettes encore visibles. 2 antennes pluriarticulées, poils longs, couchés le long des articles, antennes aussi longues que le thorax. Ce denier renflé, plus haut que long. Abdomen cylindrique, grêle, tergites noirs, sternites bruns. Pattes grêles, finement velues. Ailes ne montrant plus que les nervures antérieures C, Sc, R, Rs. »

### Dimensions
La longueur totale du corps est de 5 mm ; antennes 1 mm ; thorax 1,3 mm ; abdomen 3,5 mm ; aile 3 mm.

### Affinités
« Il s'agit certainement d'un Chironomidae ; mais en l'absence de la nervation de l'aile, il ne peut être affirmé avec certitude si l'on se trouve en présence d'un Chironomini. Les Tanypodini se distinguent des Chironomini par la présence d'une nervure transversale M Cu. Sur cette plaque se trouvent huit exemplaires. 
L'échantillon A103 (pl. XXII, fig 21), représente une ♀ appartenant sans doute à la même espèce.. »

## Galerie

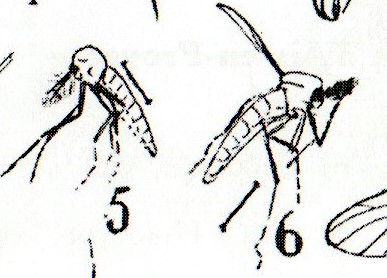
Chironomus serresi (5) avec son voisin de découverte Chironomus aquisextanus (6).
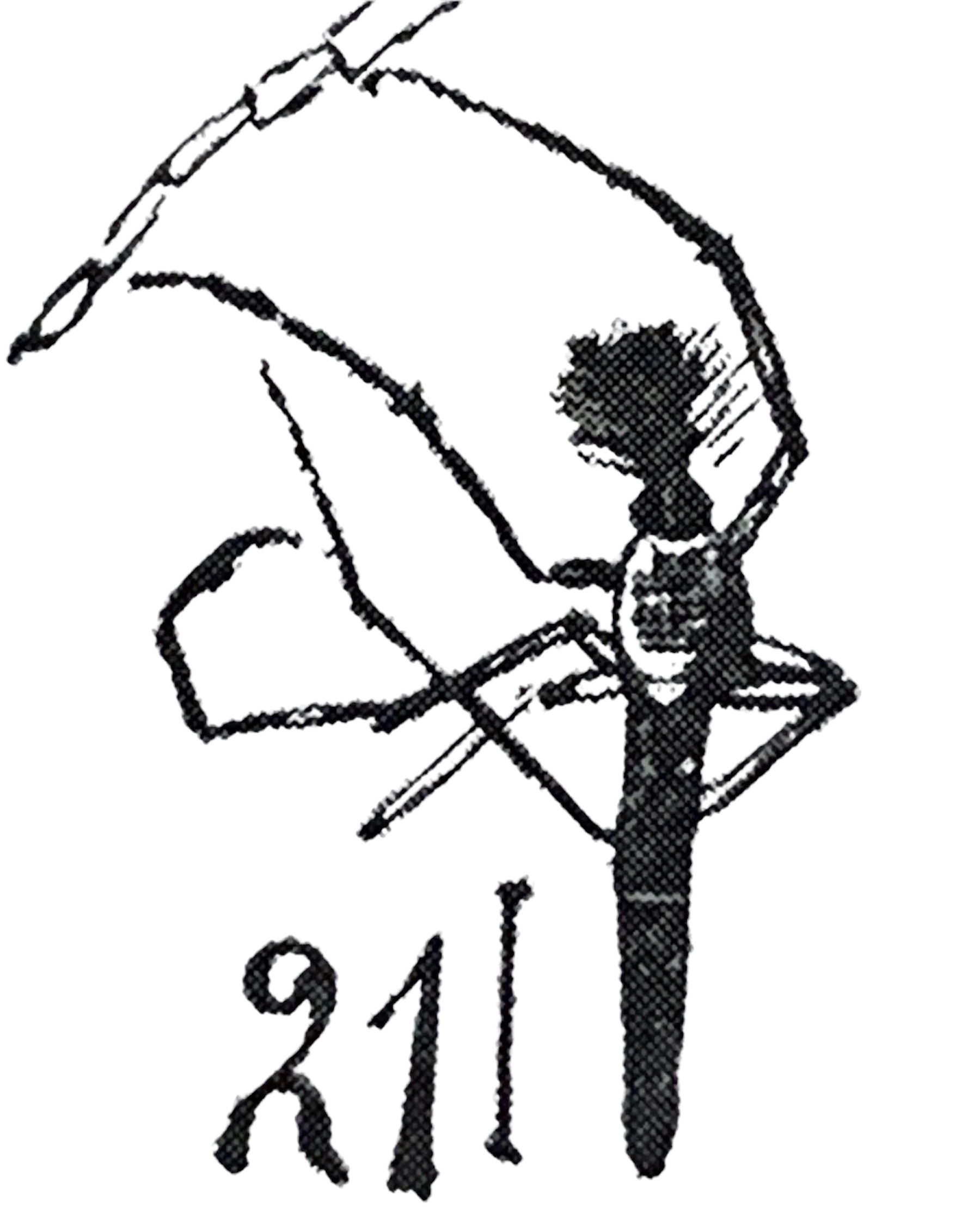
Chironomus aquisextanus ? femelle N. Théobald éch. A103 x 2,6; p 348 Diptères du Stampien d'Aix-en-Provence

- Espèces vivantes du genre Chironomus
- Chironomus crassicaudatus.
- Chironomus anthracinus.
- Chironomus plumosus.
- Chironomus zealandicus.
- Chironomus yoshimatsui.

### Publication originale
- [1937] Nicolas Théobald, « Les insectes fossiles des terrains oligocènes de France 473 p., 17 fig., 7 cartes,13 tables, 29 planches hors texte », Bulletin Mensuel de la Société des Sciences de Nancy et Mémoires de la Société des sciences de Nancy, Imprimerie G. Thomas,‎ 1937, p. 1-473 (ISSN 1155-1119 et 2263-6439, OCLC 786027547). .